# 昭和の階段 Vol.1
『昭和の階段 Vol.1』（しょうわのかいだん ボリューム・ワン）は、工藤静香初のカバー・アルバム。2002年10月30日発売。発売元はエクスタシーレコード、販売元はユニバーサルミュージック。 規格品番：POCE-3202。同日、ポニーキャニオンから、『My Favorite Songs 〜Original Best〜』が同時発売された。

## 解説
2002年7月3日に発売されたアルバム『Jewelry Box』発売時のインストア・イベントにて、カバー・アルバムを制作することを公言していた。曲順は、新しい楽曲から遡っていき終戦間もない頃の楽曲にて終わる構成。

## 制作
レコード店等の新譜情報では、「曼珠沙華 / 山口百恵」・「湖畔の宿 / 高峰三枝子」が収録曲中に記載されていたが、実際は「元気を出して / 竹内まりや」・「なんとなくなんとなく / 井上順」に変更された。理由は不明。
「曼珠沙華 / 山口百恵」は、2005年5月25日発売の山口百恵トリビュート・アルバム『山口百恵トリビュート Thank You For…part2』及び、2007年8月29日発売のデビュー20周年記念ベスト『Shizuka Kudo 20th Anniversary the Best』に収録された。

## 補足事項
「なんとなくなんとなく」は、イオンクレジットサービスのコマーシャルソングに使用された。
1995年頃、工藤がNHK総合テレビの音楽番組『ふたりのビッグショー』に森口博子と出演した際、番組の最後に「元気を出して」を歌ったことがある。
ディスクジャケットは工藤の幼年期。ブックレット中の歌詞掲載箇所も幼年期の工藤の写真が掲載されている。

## 収録曲
1. 元気を出して （薬師丸ひろ子 / 竹内まりや）
  - 作詞・作曲：竹内まりや　編曲：澤近泰輔
  - 薬師丸ひろ子の1984年の楽曲。
  - 竹内まりやが1987年にセルフカバーしている。
2. 恋人よ （五輪真弓）
  - 作詞・作曲：五輪真弓　編曲：澤近泰輔
  - 五輪真弓の1980年の楽曲。カバー定番楽曲。
3. カサブランカ・ダンディ （沢田研二）
  - 作詞：阿久悠　作曲：大野克夫　編曲：佐々木章
  - 沢田研二の1979年の楽曲。
4. かもめはかもめ （研ナオコ / 中島みゆき）
  - 作詞・作曲：中島みゆき　編曲：澤近泰輔
  - 研ナオコの1978年の楽曲。
  - 中島みゆきが後にセルフカバーしている。
5. 氷の世界 （井上陽水）
  - 作詞・作曲：井上陽水　編曲：佐々木章
  - 井上陽水の1973年の楽曲。
  - 日本初のミリオンセラー・アルバムとなった同名アルバムの表題曲。
6. 黒の舟唄 （野坂昭如）
  - 作詞：能吉利人　作曲：桜井順　編曲：澤近泰輔
  - 野坂昭如の1971年の楽曲。
  - 後に加藤登紀子がカバーしている。
7. なんとなくなんとなく （井上順）
  - 作詞・作曲：かまやつひろし　編曲：上畑正和
  - 井上順（ザ・スパイダース）の1966年の楽曲。
  - 原曲は後に日産・パルサーのCMソングに使用された。
8. コーヒー・ルンバ （西田佐知子）
  - 作詞・作曲：Jose Manzo Perroni　訳詞：中沢清二　編曲：澤近泰輔
  - 西田佐知子がカバー。1961年に発表された楽曲。
  - 西田は本楽曲で『NHK紅白歌合戦』に初出演を果たした。
9. アカシアの雨がやむとき （西田佐知子）
  - 作詞：水木かおる　作曲：藤原秀行　編曲：澤近泰輔
  - 西田佐知子の1960年の楽曲。
  - 60年安保闘争を背景に大ヒットした歌謡曲。
10. カスバの女 （エト邦枝）
  - 作詞：大高ひさを　作曲：久我山明　編曲：澤近泰輔
  - エト邦枝の1955年の楽曲。
  - アルジェリアが舞台となっている。
11. 黒百合の歌 （織井茂子）
  - 作詞：菊田一夫　作曲：古関裕而　編曲：澤近泰輔
  - 織井茂子の1953年の楽曲。
  - 原曲は映画『君の名は』第2部の主題歌。
12. テネシー・ワルツ （江利チエミ）
  - 作詞・作曲：Redd Stewart・Pee Wee King
  - 訳詞：和田寿三　編曲：澤近泰輔
  - 1948年に生まれたアメリカの楽曲。
  - 1952年に江利チエミが一部日本語で歌った。
13. 星の流れに （菊池章子）
  - 作詞：清水みのる　作曲：利根一郎　編曲：澤近泰輔
  - 菊池章子の1947年の楽曲。
  - 終戦直後の世相が歌詞に反映された流行歌。